# Kill your darlings
Kill your darlings er en dansk kortfilm fra 2010, der er instrueret af Nicolai Hjorth efter manuskript af Thomas Porsager.

## Handling
Denne artikel mangler et handlingsreferat. Hjælp os med at skrive det.